# B&F FK 14
Die B&F FK 14 Polaris ist ein Ultraleichtflugzeug des deutschen Design- und Entwicklungsbüros B&F Technik Vertriebs GmbH. Die Lizenzen zum Bau und Vertrieb der FK14 wurden 2010 vom Entwickler Peter Funk vollständig an die von Roland Hallam neu gegründete FK Lightplanes Polen übergeben.

## Geschichte
Die FK 14 A wurde zunächst in gemeinschaftlicher Arbeit des Vaters Otto Funk mit seinem Sohn Peter vorgenommen. Mit der FK 14 B Polaris wechselte der Bau und die Weiterentwicklung des Ultraleichts nach Polen, wo zunächst Peter Funk ein Gemeinschaftsunternehmen mit Roland Hallam und Silander Ray gründete.
Das Gemeinschaftsunternehmen der FK Pro Tech Sp. z o.o. ging aus der Akquisition der „CSLT works (Central Aviation-Technical School) manufacturing ultra light aircraft for aeroclubs“ hervor, wobei Funk Peter 52,0 %, Hallam Henry Roland 24,0 % und Silander Ray 24,0 % an Anteilen hielt. In späteren Jahren wurde dann die FK-LIGHTPLANES SP. Z O.O. SP.K. gegründet, deren Anteile ausschließlich Roland Hallam gemeinsam mit seiner Partnerin Angela Janse van Rensburg halten sollte. Die FK Pro Tech Sp. z o.o. übergab die Lizenzrechte zum Bau der FK 14 an die FK-LIGHTPLANES SP. Z O.O. SP.K. Gleiches galt für die Lizenzrechte der anderen FK-Ultraleichts der FK-Serie (FK 9 und der FK 12). Im Zuge der Entwicklung der sw51 Mustang des österreichischen Unternehmens Scalewings FlightGroup GmbH aus Straßwalchen verzettelte sich das Unternehmen aus Polen zunehmend in der Aufgabenstellung des Baus der Ultraleichts der FK-Serie und der Zulassungsentwicklung der sw51 Mustang, so dass es dann zunächst zu einem Abbruch der Partnerschaft mit Scalewings FlightGroup GmbH und schließlich zu einem Verlust sämtlicher Lizenzrechte an der FK-Serie Mitte 2017 führte.
Auf der Internet-Seite von FK Lightplanes ist aktuell zu lesen: Hiermit möchten wir Sie informieren, dass die Herstellung und der Vertrieb der FK Flugzeug Typen FK9, FK14 Polaris sowie FK12 Comet seit dem 1. Juli 2017 ausschließlich unter der Verantwortung des Musterbetreuers Bücker&Funk GmbH Speyer, Deutschland erfolgt. Der bisherige Lizenzhersteller FK-Lightplanes Sp. z o.o. Sp. K., Krosno, Polen seine Firmierung inzwischen in Fusion Aeronautics sp. z o.o. geändert. Fusion Aeronautics will bestehende Aufträge erfüllen und entwickelt und fertigt parallel eigene Produkte.
Mit der zunehmenden Verzettelung der FK-Lightplanes Sp. z o.o. Sp. K. verlangsamten sich die Auslieferungen der FK 14 von 2014 immer mehr, bis schließlich der Bau der FK 14 im Jahre 2017 nahezu vollständig zum Erliegen kam. Mit der Übernahme respektive Rücknahme der Lizenzrechte an der FK 14 durch die Bücker & Funk GmbH in Speyer darf vermutet werden, dass es zu einer Neuauflage der beliebten FK 14 kommen wird. Im Zuge der Auflastungsdiskussionen steht hierzu allerdings die Frage offen, ob es zu einer maßgeblichen Veränderung der derzeitigen Konstruktion kommen wird.

## Konstruktion
Die FK 14 ist ein zweisitziger, freitragender Tiefdecker mit starrem Fahrwerk. Sie wird sowohl mit Bugrad- als auch mit Spornradfahrwerk gebaut. Der Rumpf wird in Gemischtbauweise aus kohlenstofffaserverstärktem Kunststoff (CFK) und Metall gefertigt.
Die Tragflächen der Version A haben einen CFK-Holm und sind mit Blech beplankt. Die Leitwerke sind aus Aluminium. Sie hat außerdem Fowlerklappen, welche die Tragflügelfläche um bis zu 20 % vergrößern können und Winglets. Zum besseren Schutz der Insassen hat die FK 14 einen Stahlrohr-Sicherheitsrahmen um das Cockpit. Ab der B2 wurde dieser durch ein Monocoque-Cockpit ersetzt.
Ab der Version FK 14 B Polaris wurden die Flächen wie auch das Seitenleitwerk ebenfalls aus CFK/GFK gefertigt. Das Höhenleitwerk wird nach wie vor aus Aluminium gefertigt. Höhenruder wie auch die Fowlerklappen sind bespannt.

## Versionen

### FK 14 A
Die FK 14 A ist die erste Serienversion der Polaris. Anders als die späteren Versionen wurde sie nur mit Bugfahrwerk gebaut. Die beiden Treibstofftanks (je 25 Liter) befanden sich hinter der Kabine.
2003 wurde die Produktion der FK 14 A zugunsten der FK 14 B eingestellt.

### FK 14 B
Die FK 14 B ist eine Weiterentwicklung der FK 14 A. Der Rumpf wurde leicht verlängert und das Leergewicht reduziert. Dadurch, dass die vergrößerten Tanks in die Tragflächen verlegt wurden, konnte der auch der Gepäckraum im Rumpf vergrößert werden. Daneben wurde die Tragflächenform überarbeitet und der Kühlluft-Einlauf weiter unter den Rumpf verlegt. Auch die Trimmung wurde verbessert. Anders als bei der FK 14 A kann man hier zwischen einem Bugrad- oder Spornradfahrwerk wählen.

### FK 14 B2
Die FK 14 B2 ist eine überarbeitete Version der FK 14 B. Das Leergewicht wurde noch einmal verringert. Weiter Änderungen sind unter anderem ein Cockpit in Monocoque-Bauweise und verbesserte Aerodynamik.

#### Le Mans
Le Mans ist ein Rüstsatz für die FK 14 B2 und wurde erstmals bei der AERO 2011 in Friedrichshafen vorgestellt. Der Rüstsatz enthält unter anderem eine neue offene Cockpitabdeckung, die die beiden Sitze trennt und für beide jeweils eine eigene Windschutzscheibe hat, neue Verkleidungen für das Hauptfahrwerk und das Spornrad und Flügelrandbögen, die die Winglets ersetzen. Eine Le Mans kann jederzeit wieder in eine FK 14 B2 zurückgerüstet werden. Da durch den Rüstsatz die Aerodynamik leicht beeinträchtigt wird, erhalten entsprechend ausgestattete Flugzeuge eine ergänzende Musterzulassung.
Der Name ist an die Sportrennwagen LMP1-Serie angelehnt. Diese haben meist ebenfalls ein offenes Cockpit und zwei nebeneinanderliegende Sitze.

#### FK 14 B2 Short Wing
Basierend auf der FK 14 B2 wurden 2012 Versuche gestartet, durch Turbulatoren (Vortex-Generatoren) eine bessere Umströmung der Flächen zu erreichen. Ergebnis war, dass sich die Stallgeschwindigkeit deutlich verringerte, was dem Hersteller ermöglichte, die Tragflächen um insgesamt etwa 60 cm zu kürzen und eine höhere Flächenbelastung zu erreichen. So verbessert sich das Flugverhalten bei gleichbleibenden Langsamflug-Eigenschaften insbesondere bei turbulenten Luftmassen. Weitere Vorteile liegen in der höheren Agilität und im verringerten Gewicht. Um keine abrupten Strömungsabrisse zu riskieren, wurden die Vortex-Generatoren lediglich im Bereich der Querruder positioniert. Dem Piloten kann so frühzeitig der Strömungsabriss bei vollumfänglicher Steuerbarkeit des Ultraleichtflugzeugs vermittelt werden.
Die FK 14 B2 Short Wing wird seit 2015 gebaut. Die endgültige Verkehrszulassung wurde 2016 erteilt. Für frühere Versionen der FK 14 wird heute ein Nachrüstsatz für die Vortex-Generatoren angeboten.

## Technische Daten
| Kenngröße                                    | FK 14 B2                               | FK 14 B2 SW              |
| -------------------------------------------- | -------------------------------------- | ------------------------ |
| Spannweite                                   | 9,10 m                                 | 8,50 m                   |
| Länge                                        | 5,59 m                                 | 5,59 m                   |
| Höhe (Bugrad-Version)                        | 2,14 m                                 | 2,14 m                   |
| Leermasse inkl. Rettungsgerät                | 293 kg (mit Bugfahrwerk)               | 290 kg (mit Bugfahrwerk) |
| max. Startmasse                              | 472,5 kg (UL) / 600 kg (LSA)           | 472,5 kg (UL)            |
| Motor                                        | ein Rotax 912 UL/ULS/iS                | ein Rotax 912 ULS/iS     |
| Leistung                                     | 59 kW (80 PS) / 75 kW (100 PS, ULS/iS) | 75 kW (100 PS)           |
| zulässige Höchstgeschwindigkeit              | 270 km/h                               | 270 km/h                 |
| nachgewiesene Höchstgeschwindigkeit          | 290 km/h                               | 305 km/h                 |
| Reisegeschwindigkeit bei 75 % Leistung       | 235 km/h                               | 235 km/h                 |
| Mindestgeschwindigkeit (Vs)                  | 64 km/h                                | 64 km/h                  |
| Steigrate bei 145 km/h                       | ca. 5,5 m/s (1100 ft/min)              | ca. 6 m/s (1200 ft/min)  |
| nachgewiesene g-Limits bei 540 kg Startmasse | +6,4/−3,8g                             | +6,4/−3,8g               |
| Tankinhalt                                   | 90 l                                   | 90 l                     |
| Startstrecke über ein 15 m Hindernis         | 185 m                                  | 185 m                    |